# ひかりぐるりんバス
ひかりぐるりんバス（ひかりぐるりんバス）は、山口県光市のコミュニティバスである。

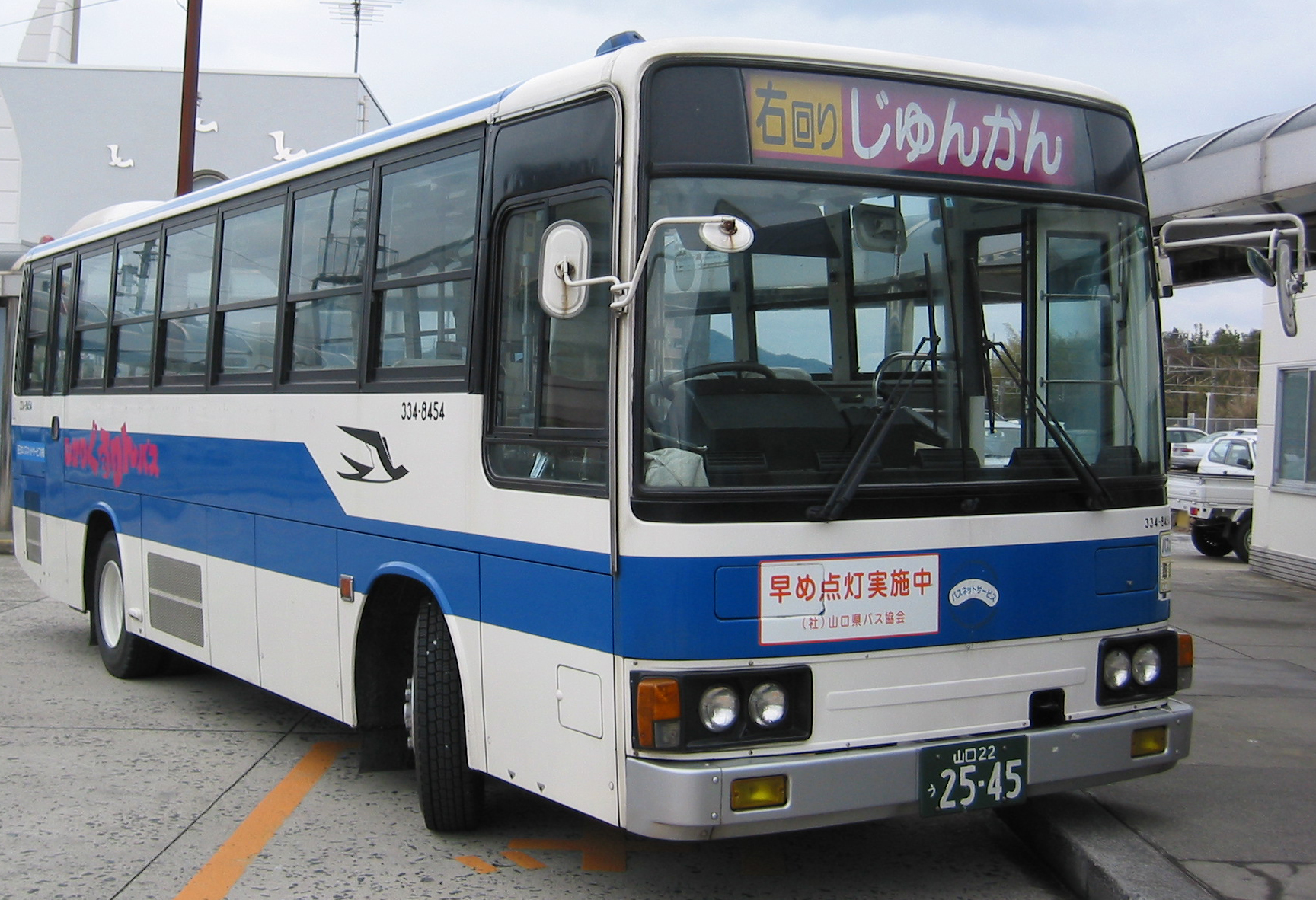
ひかりぐるりんバスの車両
（西日本バスネットサービス、2005年1月）

## 概要
1998年（平成10年）3月14日、運行開始。運行事業者は中国ジェイアールバスの子会社である西日本バスネットサービス。当初は中国JRバスが直接運行していたが、JRバスの路線には自治体が運行費補助を行うことが出来ないという法律上の制約から赤字額圧縮のために徐々に規模を縮小せざるを得なくなり、ついには廃止寸前まで追い込まれた。打開策として中国JRバスとは別会社による運行を行うことで自治体の補助を受けられるようになったものである。
JR山陽本線光駅を起点・終点として主に光市西部を運行。フリー乗降区間が設定されており、大型住宅団地や光総合病院等の公共施設イオン  光店などを経由し、通院や買い物に配慮した路線となっている。
2023年8月、西日本バスネットサービスの親会社である中国JRバスの周防営業所閉鎖に伴い「ひかりぐるりんバス」からの撤退を表明。光市が調整を行ったところ、光市に営業拠点を置く周南近鉄タクシー（防長交通グループ、近鉄タクシーグループ）が路線を引き継ぐ予定であると2023年12月6日に行われた光市議会で市川熙市長が表明した。

## 歴史
- 1998年（平成10年）

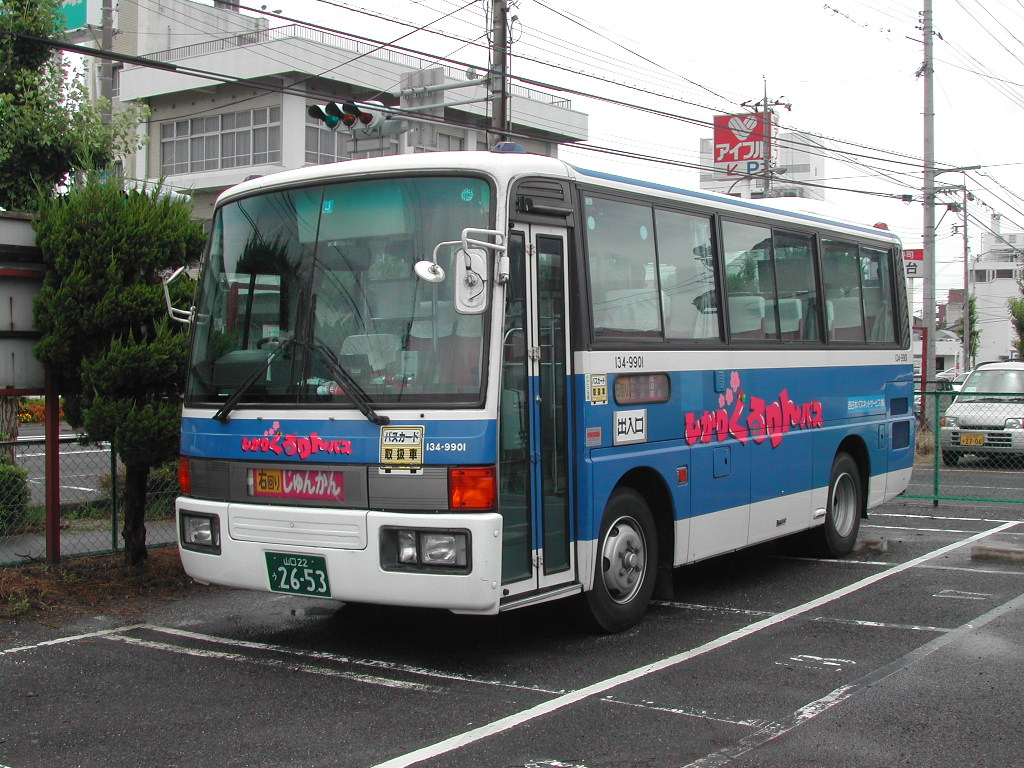
初期の車両（134-9901）

  - 2月28日 - 中国JRバス・岩狩線（光駅 - 木下橋 - 岩狩）が廃止となる。
  - 3月14日 - 中国JRバスを運行事業者として運行開始（運賃180円・1日19便）。
  - 7月11日 - 1日21便に増便[3]。
- 1999年（平成11年）10月 - 1日13便に減便。
- 2000年（平成12年）
  - 4月 - 1日3便に減便。
  - 8月1日 - 運行事業者が、西日本バスネットサービスとなる。
  - 10月1日 - 1日8便に増便。運賃を180円から200円に改定。
- 2003年（平成15年）9月10日 - 経路一部変更（浅江和田入口から和田住宅（フリー乗降区間））。
- 2004年（平成16年）4月15日 - 運行時間の改正及び光駅北口停留所の設置。
- 2019年（平成31年）4月1日 - 翌月7日に行われる光総合病院の移転準備として運行経路を一部変更。あわせて1日6便に減便[4]。
- 2023年（令和5年）8月7日 - 中国JRバスの周防営業所閉鎖に伴い、2024年（令和6年）3月31日で路線の廃止が発表される[1]。
- 2024年（令和6年）4月1日 - 中国JRバスの周防営業所閉鎖に伴い、周南近鉄タクシーによる運行を開始[5]。

## 現行路線
JR山陽本線光駅を起点・終点に、右回り4便と左回4便の1日8便（土・日・祝日は、各3便の1日6便）。
1周約50分。運行距離18.4 km。
※運行経路の概要は、外部リンクの「光市内バス路線図」を参照。
- 右回り（左回りはその逆）
  - 光駅 - 光税務署前 - 光総合病院前 - 西河原 - 筒井 - 木園 - 光駅北口 - 虹ヶ丘6丁目付近 - 虹ヶ丘4丁目付近 - 虹ヶ丘郵便局前付近 - 光丘高校前 - イオン光店 - 和田町付近 - 丸山町付近 - 土井 - 木下橋付近 - 領家付近 - 光市民ホール前 - 金山 - 光市役所前 - 島田市 - 浅江1丁目付近 - 浅江中学校前付近 - 筒井 - 西河原 - 光総合病院前 - 光税務署前 - 光駅

※「光駅 - 筒井」、「光市民ホール - 金山」、「光市役所前 - 島田市（千歳大橋まで）」は、フリー乗降除外区間。

## 運賃

### 普通運賃
1乗車200円（小児100円）。

### おでかけパス
有効期間内であれば「JRバス光線」及び「ひかりぐるりんバス」を何度でも利用できる。
- 対象は満65歳以上。
- 光市からの補助はなく、JRバス単独での定期。
  - 6ヶ月有効…10,230円
  - 1年間有効…19,460円